# Ланжевен, Доминика
Доминика Ланжевен (род. 24 июля 1947, Ангулем) — французская исследовательница физической химии. Она директор по исследованиям в Национальном центре научных исследований и возглавляет группу взаимодействия жидкостей в Лаборатории физики твердого тела Университета Париж-юг.
Урождённая Доминика Анн-Мари Крюшон, дочь Мориса Крюшона и Жаклин Можан, родилась в Ангулеме. В 1969 году вышла замуж за Мишеля Ланжевена.
Доминика получила докторскую степень в Высшей нормальной школе в Париже и проводила постдокторские исследования в лаборатории Пьера Жиля де Жена в Коллеж де Франс.
В 1970-х годах она основала группу поверхностно-активных веществ в Высшей нормальной школе. В начале 1990-х она создала исследовательскую группу Films de tensioactifs flexibles. С 1994 по 1998 год Ланжевен была директором Центра исследований Поля Паскаля (Centre de Recherche Paul Pascal) в Бордо. Она была президентом European Colloid & Interface Society с 1992 по 1993 год.
В области её исследований — поверхность жидких кристаллов, пены и дренаж пены, смеси поверхностно-активных веществ и полимеров и дренаж мыльной пленки, а также реология поверхности систем поверхностно-активное вещество-масло-вода со сверхнизким натяжением.
Награждена:
- Серебряная медаль Национального центра научных исследований (CNRS)
- Премия L’Oréal — ЮНЕСКО «Для женщин в науке»
- Gentler-Kastler prize Société Française de Physique и Deutsche Physikalische Gesellschaft
- Премия Каша Миттал за изучение поверхностно-активных веществ в растворах
- Золотая медаль Overbeek 2012[8] European Colloid & Interface Society[7]